# Jota (fotbalista)
João Pedro Neves Filipe (* 30. března 1999 Lisabon), známý jako Jota, je portugalský profesionální fotbalista, který hraje na pozici křídelníka za skotský klub Celtic.

## Klubová kariéra
Jota se narodil v Lisabonu a prošel mládežnickou akademií Benfiky. V roce 2018 začal hrát za B-tým a o rok později se přesunul do prvního týmu, kde však nezapůsobil na trenéra Bruna Lage a nastoupil jen do několika utkání. V roce 2020 odešel na hostování do španělské La Ligy, kde hrál v dresu Realu Valladolid. Po skončení hostování se v létě 2021 přesunul do skotského klubu Celtic FC, se kterým vyhrál ligu a skotský ligový pohár, a v létě 2022 do klubu přestoupil natrvalo za částku 7,5 milionu eur. Dne 3. července 2023 přestoupil za 25 milionů liber do saúdskoarabského prvoligového klubu Al-Ittihad.. V rámci masivních investic do saúdského profesionálního fotbalu se v Al-Ittihadu připojil ke Karimu Benzemovi a N'golu Kantému.

## Reprezentační kariéra
Jota je bývalý mládežnický reprezentant Portugalska, který reprezentoval svou zemi na různých úrovních, včetně týmu do 17 let, který vyhrál mistrovství Evropy v roce 2016, týmu do 19 let, který vyhrál mistrovství Evropy v roce 2018, a týmu do 21 let, který skončil na mistrovství Evropy 2021 na druhém místě.

## Ocenění

### Klubová

#### Benfica
- Primeira Liga: 2018/19
- Supertaça Cândido de Oliveira: 2019

#### Celtic
- Scottish Premiership: 2021/22,[13] 2022/23[14]
- Scottish Cup: 2022/23[15]
- Scottish League Cup: 2022/23[16]

### Reprezentační

#### Portugalsko U17
- Mistrovství Evropy do 17 let: 2016

#### Portugalsko U19
- Mistrovství Evropy do 19 let: 2018

### Individuální
- Nejlepší jedenáctka turnaje Mistrovství Evropy do 17 let: 2016[17]
- Nejlepší střelec Mistrovství Evropy do 19 let: 2018 (5 gólů)[18]
- Nejlepší jedenáctka turnaje Mistrovství Evropy do 19 let: 2018[19]
- Nejlepší mladý hráč měsíce LigaPro: srpen 2018[20]
- Nejlepší mladý hráč roku LigaPro: 2018/19[21]
- Hráč měsíce Scottish Premiership: říjen 2021, listopad 2021, duben 2022[22][23]
- Nejlepší jedenáctka sezóny Scottish Premiership: 2021/22